# PartitionMagic
PartitionMagic è un software per il partizionamento degli hard disk originariamente sviluppato e commercializzato dalla PowerQuest dagli anni '90 e poi dalla Symantec dopo l'acquisto della PowerQuest nel 2003, fino al suo abbandono nel 2009. L'applicazione supportava, senza perdita di dati tutte le operazioni di copia, suddivisione, unione, spostamento, formattazione, conversione dei file system sulle partizioni in ambiente operativo DOS e Windows (fino alla versione XP).

## Specifiche
PartitionMagic poteva funzionare da hard disk o da un CD-ROM di avvio. Il programma supportava i sistemi operativi DOS e Windows (fino alla versione 3.0 anche OS/2), con l'esclusione delle versioni server e da Windows Vista in poi. I filesystem supportati erano: FAT, FAT32, NTFS, HPFS, ext2/ext3 (gli ultimi due limitatamente e dalla versione 8.0).
Il supporto al ridimensionamento non distruttivo delle partizioni FAT (16 e 32) e NTFS era una caratteristica peculiare che lo distingueva dalle utility per il partizionamento incluse con le varie versioni di DOS e Windows (fdisk, diskpart, Logical Disk Manager), FIPS e - a lungo e limitatamente a NTFS - rispetto a software analoghi sotto Linux come GNU Parted e QtParted. Il programma poteva copiare e spostare le partizioni anche se risiedevano su dischi diversi e supportava la conversione da FAT16 a FAT32, da FAT (16 o 32) a NTFS e viceversa. PartitionMagic non era compatibile con le partizioni create da Windows Vista: se lanciato su un computer che ne contiene, anche da un sistema operativo supportato, visualizzava l'errore "Init failed: Error 117. Partition's drive letter cannot be identified." e veniva terminato.
Tra le utility incluse con PartitionMagic, era presente il boot loader BootMagic che permette di scegliere quale sistema operativo avviare in caso ne fossero installati più di uno nel computer in uso.

## Requisiti di sistema
- Windows NT,[4] 98, ME frequenza processore almeno 150 Mhz e RAM 32 MB;
- Windows 2000 с frequenza processore almeno 150 Mhz e RAM 64 MB;
- Windows XP[5] с frequenza processore almeno 233 Mhz e RAM 128 MB;
- 55 MB di spazio libero su hard disk;
- DVD-ROM oppure CD-ROM.

Il programma non funzionerà correttamente o non si avvierà affatto su Windows NT/2000/.NET Server, Windows Vista, Windows 7, 8, 11. Su Windows 10 c'è un'alta probabilità di incontrare problemi o bug di sistema.  Inoltre, le sezioni create in Windows Vista e versioni successive non sono supportate: in caso di loro modifica o eliminazione si ottiene un errore.

## Sviluppo
PartitionMagic, sotto PowerQuest, veniva aggiornato a scadenze regolari con l'aggiunta di nuove funzioni. Dopo l'acquisizione del prodotto da parte di Symantec non ci sono state nuove major release e Symantec ha affermato di non avere in programma l'uscita di nuove versioni di questa applicazione.
Dall'8 dicembre 2009 la pagina web di Partition Magic contiene solo l'avviso dell'interruzione definitiva dello sviluppo e della disponibilità di Partition Magic.